# آدم و حوا (فیلم ۱۹۶۹)
آدم و حوا (روسی: Адам и Хева) یک فیلم کمدی روسی محصول سال ۱۹۶۹ به کارگردانی Aleksey Korenev است.

## بازیگران
- فرونزیک مکرتچیان
- یکاترینا واسیلیوا
- Gogi Gegechkori
- Yevgeny Lebedev
- لیوبوف دوبژانسکایا
- Bariat Muradova
- Ramaz Giorgobiani
- Ivan Kuznetsov
- Yefim Kopelyan[۴]